# 1991 TV1
1991 TV1 är en asteroid i huvudbältet som upptäcktes den 13 oktober 1991 av den japanska astronomen Satoru Otomo i Kiyosato.
Asteroiden har en diameter på ungefär 4 kilometer.